# Джордж Ернест Шеллі
Джордж Ернест Шеллі (англ. George Ernest Shelley) — британський орнітолог і геолог. Племінник англійського поета Персі Біші Шеллі .

## Біографія
Після закінчення школи і ліцею в 1863 році він приєднався до гренадерської гвардії, де через кілька років отримав звання капітана. За дорученням південноафриканського уряду він здійснив геологічну експедицію. Пізніше він досліджував також у Єгипті. У 1889 році він одружився з Жанет Ендрю. У цьому шлюбі у них народилися дочка і два сини.
Основний твір Шеллі «Птахи Африки» (The Birds of Africa) опублікований в п'яти томах між 1896 і 1912 роками. Останню главу праці закінчив Вільям Латлі Склейтер (1863—1944) і вона була опублікована вже після смерті Шеллі.
У 1906 році параліч поставив крапку в його кар'єрі. Колекція Шеллі, що складається з 7 235 законсервованих зразків проб, зберігається в Британському музеї .
Шеллі вперше науково описав близько 70 видів птахів, серед яких серпокрилець блідий (Apus pallidus), нерозлучник червоноголовий (Agapornis lilianae), червонощок малий (Pyrenestes minor), синьодзьоб червоноголовий (Spermophaga ruficapilla) і пісочник буроголовий (Charadrius forbesi).
Кілька видів птахів названі в честь Шеллі, такі як сіпарая золотогорла (Aethopyga shelleyi), пугач камерунський (Bubo shelleyi), червоногуз заїрський (Cryptospiza shelleyi), турач Шелі (Francolinus shelleyi) і маріка танзанійська (Cinnyris shelleyi).

## Праці
- Catalogue of the Picariæ in the Collection of the British Museum . Scansores and Coccyges containing the families Indicatoridæ, Capitonidæ, Cuculidæ, and Musophagidæ (1874)
- A Monograph of the Cinnyridæ, or Family of Sun Birds (1876—1877)
- A Handbook to the Birds of Egypt (1878) und A Monograph of the Nectariniidae (1880)
- The Birds of Africa (1896—1912)